# Jägersfreude
Jägersfreude est un quartier de la ville allemande de Sarrebruck en Sarre. Il appartient au district de Dudweiler, avec une superficie de 326 hectares et 1923 habitants (au registre de la population du 31 décembre 2015). Jägersfreude est communément appelé Blechhammer, cela remonte à un moulin à marteaux en tôle construit vers 1750.